# Napa (Califórnia)
Napa é uma cidade localizada no estado americano da Califórnia, no condado de Napa, do qual é sede. Foi incorporada em 23 de março de 1872.

## Geografia
De acordo com o United States Census Bureau, a cidade tem uma área de 47 km², onde 46,2 km² estão cobertos por terra e 0,8 km² por água.

## Demografia
Segundo o censo nacional de 2010, a sua população é de 76 915 habitantes e sua densidade populacional é de 1 664,63 hab/km². É a cidade mais populosa e também a mais densamente povoada do condado de Napa. Possui 30 149 residências, que resulta em uma densidade de 652,50 residências/km².